# Warren Frost
Warren Frost (* 5. Juni 1925 in Newburyport, Massachusetts; † 17. Februar 2017 in Middlebury, Vermont) war ein US-amerikanischer Schauspieler und Theaterregisseur. Internationale Bekanntheit erlangte er vor allem durch seine Rollen in Fernsehserien, insbesondere als Dr. Will Hayward in der von seinem Sohn Mark miterfundenen Mystery-Serie Twin Peaks.

## Leben
Warren Frost wuchs in der Bronx und Essex Junction, Vermont, auf. Weil er für das Marine Corps zu jung war, schloss er sich als 17-jähriger Highschool-Absolvent der Navy an. Er diente drei Jahre lang als Petty Officer First Class an Bord der USS Borum (DE-790), die im Juni 1944 als Minenabwehrfahrzeug an der alliierten Landung in der Normandie beteiligt war. Mithilfe der G. I. Bill begann er ein Englischstudium am Middlebury College, das er 1950 abschloss. Nach ersten Engagements in Film und Fernsehen machte er 1965 seinen Master in Theater am Occidental College in Los Angeles. Danach absolvierte er ein Doktoratsstudium an der University of Minnesota.
Während seiner Zeit am Middlebury College lernte Frost Virginia Calhoun kennen, die er 1949 heiratete. Nach jahrelanger Tätigkeit in den Twin Cities verbrachte er seinen Lebensabend in Middlebury, wo er nach langer Krankheit 2017 im Alter von 91 Jahren starb. Er hinterließ seine Frau und die drei gemeinsamen Kinder, Lindsay, Mark und Scott.

## Karriere
Frost begann während seines Studiums in den 1940er Jahren mit der Schauspielerei. Eine erste kleine Theaterrolle bekleidete er in einer College-Produktion von I Remember Mama. Nach dem Abschluss zog er mit seiner Frau nach New York City, wo ihn ein Freund der Familie an CBS vermittelte. Nachdem er drei Jahre lang hinter der Kamera an einer der ersten wöchentlich ausgestrahlten Fernsehserien, The Philco Television Playhouse, mitgewirkt hatte, übersiedelte er nach Hollywood. Dort spielte er bis 1960 in einigen TV-Serien, aber auch Kinofilmen wie Gigant des Grauens oder Engel unter Sündern mit Tony Randall und Debbie Reynolds.
1967 zog Frost nach Minneapolis und schlug eine akademische Laufbahn ein. Nach seiner Promotion betätigte er sich zwei Jahrzehnte lang als Theaterregisseur und lehrte Schauspiel an der University of Minnesota. In dieser Zeit inszenierte er über 25 Stücke, unter anderem John Steinbecks Die Perle, und war jahrelang künstlerischer Leiter des Chimera Theater in Saint Paul. Sein eigenes Stück The Unknown Soldier war 1973 US-Beitrag zum One-Act Play Festival in Monaco. Zeitweise tourte er mit einem Ein-Mann-Stück über Mark Twain durch den Mittleren Westen.
Für eine wiederkehrende Rolle in der Seifenoper Jung und Leidenschaftlich – Wie das Leben so spielt kehrte Frost 1988 nach New York zurück. Im folgenden Jahr erhielt er seine wohl bekannteste Rolle und war als Dr. Will Hayward in 30 Episoden der von seinem Sohn Mark und Regisseur David Lynch erdachten ABC-Mysteryserie Twin Peaks zu sehen. Durch den Erfolg beflügelt, erlebte seine Schauspielkarriere eine kleine Renaissance und er spielte unter anderem Nebenrollen im Fernsehfilm Psycho IV – The Beginning und mehreren Episoden der Serien Matlock und Seinfeld, in letzterer an der Seite seiner Twin-Peaks-Kollegin Grace Zabriskie. Nachdem er sich 2000 aus dem Filmgeschäft zurückgezogen hatte, kehrte er für seine Rolle als Dr. Hayward in der dritten Staffel von Twin Peaks noch einmal vor die Kamera zurück. Die TV-Premiere im Jahr 2017 erlebte er nicht mehr.
Warren Frost wurde unter anderem von Joachim Nottke (Twin Peaks, Matlock), Jochen Schröder (Seinfeld) und Eric Vaessen synchronisiert.

## Filmografie
Film
- 1958: Gigant des Grauens (War of the Colossal Beast)
- 1959: Engel unter Sündern (The Mating Game, uncredited)
- 1959: Eine tolle Nummer (It Started with a Kiss, uncredited)
- 1972: Schlachthof 5 (Slaughterhouse-Five, uncredited)
- 1990: Psycho IV – The Beginning (Fernsehfilm)
- 1992: Twin Peaks – Der Film (Twin Peaks: Fire Walk with Me)
- 1993: Sister Act 2 – In göttlicher Mission (Sister Act 2: Back in the Habit)

Fernsehen
- 1957: Goodyear Television Playhouse (1 Episode)
- 1957: Death Valley Days (1 Episode)
- 1957: The Gray Ghost (1 Episode)
- 1958: Navy Log (1 Episode)
- 1958: The Silent Service (1 Episode)
- 1958: Studio One (1 Episode)
- 1958: The Gale Storm Show (1 Episode)
- 1958: The Danny Thomas Show (1 Episode)
- 1958–1959: Playhouse 90 (3 Episoden)
- 1960: Perry Mason (1 Episode)
- 1988: Tattingers (1 Episode)
- 1988–1989: Jung und Leidenschaftlich – Wie das Leben so spielt (As the World Turns, 5 Episoden)
- 1989: Zurück in die Vergangenheit (Quantum Leap, 1 Episode)
- 1989: Die Schöne und das Biest (The Beauty and the Beast, 1 Episode)
- 1989–1991, 2017: Twin Peaks (31 Episoden)
- 1990: So Proudly We Hail (1 Episode)
- 1990: L.A. Law – Staranwälte, Tricks, Prozesse (L.A. Law, 1 Episode)
- 1991: Get a Life (1 Episode)
- 1991: Civil Wars (1 Episode)
- 1991–1995: Matlock (18 Episoden)
- 1992: Intruders – Die Eindringlinge (Intruders, 2 Episoden)
- 1992: Murphy Brown (1 Episode)
- 1992: Alles Okay, Corky? (Life Goes On, 1 Episode)
- 1992–1998: Seinfeld (5 Episoden)
- 1994: The Byrds of Paradise (5 Episoden)
- 1994: Stephen Kings The Stand – Das letzte Gefecht (The Stand, 2 Episoden)
- 1994: Die Larry Sanders Show (The Larry Sanders Show, 1 Episode)
- 1995: Grace (Grace Under Fire, 1 Episode)
- 1995: Murder One (1 Episode)
- 1996: Nachtschicht mit John (The John Larroquette Show, 1 Episode)